# Espera vigilada
La espera vigilada, también conocida como observar y esperar (del inglés watch and wait) o WAW (por sus siglas en inglés) es un enfoque ante un problema médico en el que se permite que pase el tiempo antes de emplear una intervención médica o terapia. Durante este período, se pueden realizar pruebas médicas repetidas.
Términos relacionados incluyen gestión expectante, vigilancia activa (especialmente en el caso del cáncer de próstata), e inactividad magistral. El término inactividad magistral también se utiliza en contextos no médicos.
Se puede establecer una distinción entre la espera vigilada y la observación médica, aunque algunas fuentes equiparan ambos términos. Por lo general, la espera vigilada es un proceso ambulatorio y puede tener una duración de meses o años. En contraste, la observación médica suele ser un proceso hospitalario, que a menudo implica un monitoreo frecuente o incluso continuo, y puede durar horas o días.

## Usos médicos
A menudo, la espera vigilada se recomienda en situaciones con alta probabilidad de resolución espontánea, cuando existe gran incertidumbre sobre el diagnóstico o cuando los riesgos de la intervención o terapia superan los beneficios.
La espera vigilada se recomienda frecuentemente para muchas enfermedades comunes, como las infecciones de oído en niños; dado que la mayoría de los casos se resuelven espontáneamente, los antibióticos suelen recetarse solo después de varios días de síntomas. También es una estrategia utilizada frecuentemente en cirugía antes de una posible operación, cuando es posible que un síntoma (por ejemplo, dolor abdominal) mejore de forma natural o empeore.
Otros ejemplos incluyen:
- el diagnóstico y tratamiento de la hiperplasia benigna de próstata;
- la depresión;[11]
- la otitis media;[12]
- la hernia inguinal;
- comportamientos extraños en bebés;
- cálculos renales no sintomáticos;
- la disforia de género en niños antes del inicio de la pubertad.[13][14]

## Proceso

### Espera vigilada
En muchas aplicaciones, un componente clave de la espera vigilada es el uso de un árbol de decisión explícito o un protocolo para garantizar una transición oportuna de la espera vigilada a otra forma de manejo, según sea necesario. Esto es particularmente común en el manejo posquirúrgico de sobrevivientes de cáncer, en quienes la recurrencia del cáncer es una preocupación significativa.

### Observación médica
Por lo general, los pacientes en observación, según la política hospitalaria, se mantienen en observación solo durante 24 o 48 horas antes de ser dados de alta o admitidos como pacientes internos. El seguro puede influir en cómo se define la "observación" (por ejemplo, Medicare en Estados Unidos no cubre servicios de observación por más de 48 horas).